# ミエルヒ
『ミエルヒ』は、2009年12月19日に北海道テレビ放送（HTB）で「HTBスペシャルドラマ」として放送されたテレビドラマで、テレビ朝日系列局などでも放送された。主演は安田顕。

## 概要
北海道江別市の石狩川が舞台。テレビドラマでは初となる「RED-ONE」を用いて、35mmのシネマレンズで、映画と同じ24コマ、大容量で高精度の4Kで撮影された。2009年のHTBスペシャルドラマとして放送された。国内外のドラマ賞を多数受賞した（#受賞を参照）。
2008年放送の『歓喜の歌』に続き、主演の安田顕が準レギュラーで出演していた、HTBのバラエティ番組の『水曜どうでしょう』のディレクター陣が、ドラマの製作を行った。江別市出身で『水曜どうでしょう』のレギュラー出演者の大泉洋も友情出演している。

## あらすじ
永島幸介は石狩川でヤツメウナギ漁師として生活しているが、生活は苦しく、町も過疎化が進んでいる。息子の剛はそんな父と町を嫌い、両親の離婚を機に実家を出て、報道カメラマンとなる。しかし剛は片目を失明し、失意の中で10年ぶりに帰郷する。郷里の町では幸介がスナックのママの厚子との再婚を考えており、かつての同級生たちもそれぞれの人生を生きている。剛は町の人々との交流を通じて、次第に自分の人生と向き合い始める。

## 出演
- 永島剛：安田顕（TEAM NACS）
- 永島幸介（剛の父）：泉谷しげる
- 岡村嘉代：根岸季衣
- 岡村千佳（秀夫の妻）：吉本菜穂子
- 岡村秀夫（嘉代の息子）：中野英樹
- 若林サキ（花屋の店員）：萩原利映
- 金子（剛の同級生）：飯塚悟志（東京03）
- 森下（剛の同級生）：豊本明長（東京03）
- 宮村（剛の同級生）：角田晃広（東京03）
- 小島可奈子
- 神田山陽
- 宮司：大泉洋（TEAM NACS、友情出演）
- 杉山文雄
- 舩木壱輝
- 田中恵輔
- タクシー運転手：大下宗吾
- 久礼悠介（子役）
- 清瀬：渡辺いっけい
- 田代：藤村俊二
- 越田厚子：風吹ジュン

## スタッフ
- 脚本：青木豪
- 演出：藤村忠寿
- 音楽：本間昭光
- 主題歌：コザック前田「時代」（作詞・作曲：中島みゆき）
- 挿入歌：渡辺いっけい「糸」（作詞・作曲：中島みゆき）
- プロデューサー：福屋渉・嬉野雅道
- アシスタントプロデューサー：川村真智子
- 漁労指導：島津美智子・小島等・鈴木のり子
- 協力：江別漁業協同組合
- 撮影協力：江別市
- 宿泊協力：シェラトンホテル札幌・江別温泉富士屋旅館・ビジネスホテル野幌
- 企画：嬉野雅道・四宮康雅
- 撮影：鈴木武司
- 撮影助手：大江泰介
- 撮影応援：松原夢人（MAZE PROJECT）
- DIT ：笹崎寛幸（MAZE PROJECT）
- DIT補：原井香織（MAZE PROJECT）
- デジタル現像/カラリスト：森井晃（MAZE PROJECT）
- 照明：小園善夫（ハイライト・JSL）
- 照明助手：東方淳（北海道共立）・新木拓朗（北海道共立）
- 照明応援：緒方啓志（ハイライト・JSL）・高橋昭生（ハイライト）・中嶋勝治（北海道共立）
- 録音：松澤聡
- 録音助手:内山浩（TAMCO）・小川貴裕（TAMCO）・佐貫亮太
- 美術：七尾出（裏方家）・中原芳雄（裏方家）
- 美術応援：田中康文（裏方家）
- スタイリスト：小松江里子
- スタイリスト助手：田中志枝
- ヘアメイク：片山昌美・mi-co（風吹ジュン担当)）
- ヘアメイク応援：矢萩律子
- 記録：押田智子
- スチル：原田直樹（n-foto）・高野新也（高野写真事務所）・長浜谷晋
- タイトル：BgBee
- 車輌：佐藤歩（第一交通）・大倉正敬（第一交通）
- 特機：ムービーングワーク
- ケータリング担当：北田茂雄
- ポスターデザイン：小田小百合
- 音響効果：三村俊之（ミューズボックス）
- 編集・EED：笹崎寛幸（MAZE PROJECT･JSE）
- MA：本谷周一（サンタナ）
- ロケプロデュース：小林孝雄（AZBY）
- 制作担当：松倉和哉（AZBY）
- 制作進行：赤石渉（AZBY）・上原具顕（AZBY）・小里英文（AZBY）・品田純
- 制作補助：高桑あつ子・長沼里奈
- 助監督：塚本敬・林雅貴・太田裕子
- 制作著作：北海道テレビ放送

## 受賞
- 第36回放送文化基金賞 番組部門テレビドラマ番組賞
- 第65回芸術祭優秀賞
- 第47回ギャラクシー賞優秀賞
- ギャラクシー賞1月度月間賞
- アジア・テレビ賞2010 単発ドラマ・テレビ映画部門
- ABU賞2010 テレビドラマ部門審査員奨励賞
- 2010年日本民間放送連盟賞テレビドラマ番組優秀賞
- 第41回照明技術賞 テレビドラマ・Vシネマ部門 審査委員特別賞
- 平成22年度文化庁芸術祭賞 テレビ・ドラマ部門 優秀賞受賞
- 東京ドラマアウォード2010 ローカル・ドラマ賞[6]

## ネット局
| 放送対象地域                         | 系列           | 放送局                | 放送日                   | 時間                     | 備考         |
| ------------------------------------ | -------------- | --------------------- | ------------------------ | ------------------------ | ------------ |
| 北海道                               | テレビ朝日系列 | 北海道テレビ (製作局) | 2009年12月19日（土）     | 16時 - 17時25分          |              |
| 北海道                               | テレビ朝日系列 | 北海道テレビ (製作局) | 2010年11月3日（水・祝）  | 14時25分 - 15時45分      | 再放送       |
| 青森県                               | テレビ朝日系列 | 青森朝日放送          | 2010年2月27日(土）       | 16時 - 17時25分          |              |
| 秋田県                               | テレビ朝日系列 | 秋田朝日放送          | 2010年1月9日（土）       | 15時 - 16時25分          |              |
| 岩手県                               | テレビ朝日系列 | 岩手朝日テレビ        | 2009年12月28日（月）     | 15時30分 - 17時          |              |
| 宮城県                               | テレビ朝日系列 | 東日本放送            | 2009年12月27日（日）     | 0時30分 - 1時55分        | 26日深夜     |
| 山形県                               | テレビ朝日系列 | 山形テレビ            | 2009年12月28日（月）     | 0時30分- 1時55分         | 28日深夜     |
| 福島県                               | テレビ朝日系列 | 福島放送              | 2010年1月11日（月・祝）  | 15時 - 16時30分          |              |
| 関東広域圏                           | テレビ朝日系列 | テレビ朝日            | 2010年1月31日（日）      | 3時10分 - 4時35分        | 30日深夜     |
| 新潟県                               | テレビ朝日系列 | 新潟テレビ21          | 2010年1月30日（土）      | 15時 - 16時30分          |              |
| 長野県                               | テレビ朝日系列 | 長野朝日放送          | 2009年12月31日（木）     | 14時 - 15時25分          |              |
| 静岡県                               | テレビ朝日系列 | 静岡朝日テレビ        | 2010年1月3日（日）       | 2時55分 - 4時20分        | 3日深夜      |
| 石川県                               | テレビ朝日系列 | 北陸朝日放送          | 2010年1月16日（土）      | 16時 - 15時25分          |              |
| 中京広域圏                           | テレビ朝日系列 | 名古屋テレビ          | 2009年12月23日（水・祝） | 21時57分 - 23時25分      |              |
| 関西広域圏                           | テレビ朝日系列 | 朝日放送              | 2010年1月8日（金）       | 1時56分 - 3時21分        | 7日深夜      |
| 広島県                               | テレビ朝日系列 | 広島ホームテレビ      | 2009年12月28日（月）     | 9時55分 - 11時25分       |              |
| 山口県                               | テレビ朝日系列 | 山口朝日放送          | 2010年1月2日（土）       | 6時 - 7時30分            |              |
| 香川県・岡山県                       | テレビ朝日系列 | 瀬戸内海放送          | 2010年1月27日（水）      | 0時20分〜1時45分         | 26日深夜     |
| 愛媛県                               | テレビ朝日系列 | 愛媛朝日テレビ        | 2010年1月2日（土）       | 7時50分 - 9時15分        |              |
| 福岡県                               | テレビ朝日系列 | 九州朝日放送          | 2009年12月21日（月）     | 10時 - 11時25分          |              |
| 長崎県                               | テレビ朝日系列 | 長崎文化放送          | 2010年1月2日（土）       | 3時20分 - 4時45分        |              |
| 熊本県                               | テレビ朝日系列 | 熊本朝日放送          | 2010年1月3日（日）       | 15時 - 16時25分          |              |
| 大分県                               | テレビ朝日系列 | 大分朝日放送          | 2009年12月28日（月）     | 14時 - 15時25分          |              |
| 鹿児島県                             | テレビ朝日系列 | 鹿児島放送            | 2009年12月25日（金）     | 13時58分 - 15時25分      |              |
| 沖縄県                               | テレビ朝日系列 | 琉球朝日放送          | 2010年1月2日（土）       | 2時35分 - 4時            | 1日深夜      |
| 山梨県                               | TBS系列        | テレビ山梨            | 2010年2月20日（土）      | 13時30分 - 15時5分       |              |
| 高知県                               | TBS系列        | テレビ高知            | 2010年6月5日（土）       | 14時 - 15時25分          |              |
| 日本全域                             | CS放送         | テレ朝チャンネル      | 2010年12月18日（土）     | 16時30分 - 17時45分      |              |
| 北アメリカ                           |                | テレビジャパン        | 2011年3月4日（金）       | 23時5分 - (米国東部時間) |              |
| ヨーロッパ・中東・ロシア・北アフリカ |                | Japan Satellite TV    | 2011年3月12日（土）      | 8時15分 - (英国時間)     |              |
| 世界全域                             | NHK            | NHKワールドTV         | 2011年6月19日（日）      | 9時45分 - （日本時間）   | 英語字幕放送 |